# 静岡県立静岡工業高等学校
静岡県立静岡工業高等学校（しずおかけんりつ しずおかこうぎょうこうとうがっこう）は静岡県静岡市葵区にあった、静岡県内で最も古い公立の工業高等学校。2008年(平成20年)4月1日、清水工業高校と統合され静岡県立科学技術高校として、旧日東紡静岡工場跡地に移転した。跡地には静岡学園中学校・高等学校が移転した。

## 所在地
- 〒420-0845 静岡県静岡市葵区太田町24

## 沿革
- 1918年 機械電気科5年制が本科として創設され、別に専修科として2年制の漆工・木工および製紙科を併設した。
- 1924年 本科を機械科と電気科の2科に分けた。
- 1926年3月 夜間授業の専修工業学校を併設した。
- 1935年3月 専修工業学校は工業青年学校に改編した。
- 1939年3月 木工科を昇格して5年制の建築木工科とした。
- 1943年4月 木工科を新設した。
- 1947年4月 工業学校の生徒募集を中止し、昭和23年までを限って新制中学を併設した。
- 1948年4月 工業高等学校に移行し、機械科・電気科・土木科・建築科・木材工芸科とした。また定時制課程として修業年限4年の機械科・電気科・建築科・土木科を設置した。
- 1949年3月 従来の静岡工業学校ならびに併設中学校が自然廃止になり、同年4月より工業高等学校に完全移行した。
- 1951年4月 全日制課程に工業化学科を新設
- 1958年4月 電子工業科を設置した。
- 1962年4月 全日制課程の電子工業科を電子科に改めた。
- 1963年4月 木材工芸科を工芸科に改めた。
- 1971年4月 定時制課程の建築科・土木科を建築科と土木科の一括募集とした。専修コース（機械科・建築科）を定時制に設置した。
- 1973年4月 工芸科をインテリア科に改めた。
- 1991年4月 全日制課程に電子機械科を設置
- 2002年4月 全日制課程工業化学科の募集を停止した。
- 2004年4月 インテリア学科の募集を停止し、建築学科を建築類型とインテリア類型に分かれる
- 2005年4月 電子機械学科の募集停止
- 2008年 清水工業高校と合併し、静岡県立科学技術高等学校に校名変更して葵区長沼に移転。

## 著名な出身者
- 吉田弘 - 元日本代表サッカー選手・サッカー指導者
- 石神良訓 - 元日本代表サッカー選手・サッカー指導者
- 田代卓 - イラストレーター、九州産業大学教授
- 松本光一 - 実業家。株式会社TENGA代表取締役社長。
- 辻まこと - 詩人　※静岡工業学校中退
- 山本光一 - 元プロ野球選手　東急フライヤーズ